# (11016) Borisov
(11016) Borisov (1982 SG12) – planetoida z grupy pasa głównego asteroid okrążająca Słońce w ciągu 3,5 lat w średniej odległości 2,31 j.a. Odkryta 16 września 1982 roku.